# Безіменні (фільм)
«Безіменні» (бенг. অজ্ঞাতনামা, Oggatonama) — бангладеський драматичний фільм, знятий Таукіром Ахмедом. Світова прем'єра стрічки відбулась 17 травня 2016 року на Каннському кінофестивалі. Фільм розповідає про бангладеських робітників-експатріантів зі всього світу і як вони обмінюються особистостями, щоб виїхати на заробітки.
Фільм був висунутий Бангладеш на премію «Оскар» за найкращий фільм іноземною мовою.

## У ролях
| Актор              | Роль        |
| ------------------ | ----------- |
| Шахідуззаман Селім | Рамджан Алі |
| Мошарраф Карім     | Фархад      |
| Шахед Алі          | Рахман      |

## Визнання
| Нагороди та номінації фільму «Безіменні» | Нагороди та номінації фільму «Безіменні» | Нагороди та номінації фільму «Безіменні» | Нагороди та номінації фільму «Безіменні» | Нагороди та номінації фільму «Безіменні» | Нагороди та номінації фільму «Безіменні» |
| Рік                                      | Кінопремія / Кінофестиваль               | Категорія / Нагорода                     | Номінант                                 | Результат                                |                                          |
| ---------------------------------------- | ---------------------------------------- | ---------------------------------------- | ---------------------------------------- | ---------------------------------------- | ---------------------------------------- |
| 2016                                     | Кінофестиваль Косова                     | Найкращий фільм                          | «Безіменні»                              | Перемога                                 |                                          |